# Dacia SupeRNova
Pour les articles homonymes, voir Supernova (homonymie).
La Dacia SupeRNova est une berline compacte roumaine, produite à Piteşti par le constructeur local Dacia entre 2000 et 2003. Première Dacia lancée sous l’ère Renault (qui a racheté la marque roumaine en 1999), la SupeRNova  remplace la Nova sortie en 1995.

## Histoire
Version modernisée de la berline Nova sortie cinq ans auparavant, la Dacia SupeRNova voit le jour en juillet 2000. Profitant du rachat de son constructeur par le groupe français Renault, la SupeRNova est équipée du moteur 1.4 (répondant aux normes Euro II) déjà vu sur la Clio et d’une boîte de vitesses à 5 rapports également fournie par Renault.
Déclinée en quatre finitions nommées « Europa », « Confort », « Rapsodie » et « Clima » (comprenant la climatisation, les jantes en aluminium et un lecteur cassette, le tout de série pour 5800 €), la gamme SupeRNova sera complétée par une série spéciale « Campus », dont le nom évoque fortement certaines Renault.
Modèle de transition souffrant d’une qualité de fabrication encore perfectible, la SupeRNova peine à s’imposer. La chute des taxes douanières protégeant le marché roumain n’arrange pas ses affaires, et elle est remplacée dès 2003 par la nouvelle Solenza, après avoir été produite à 57 465 exemplaires, écoulés très majoritairement en Roumanie, où elle a été la voiture la plus vendue en 2001 et 2002.

## Galerie

Dacia SupeRNova
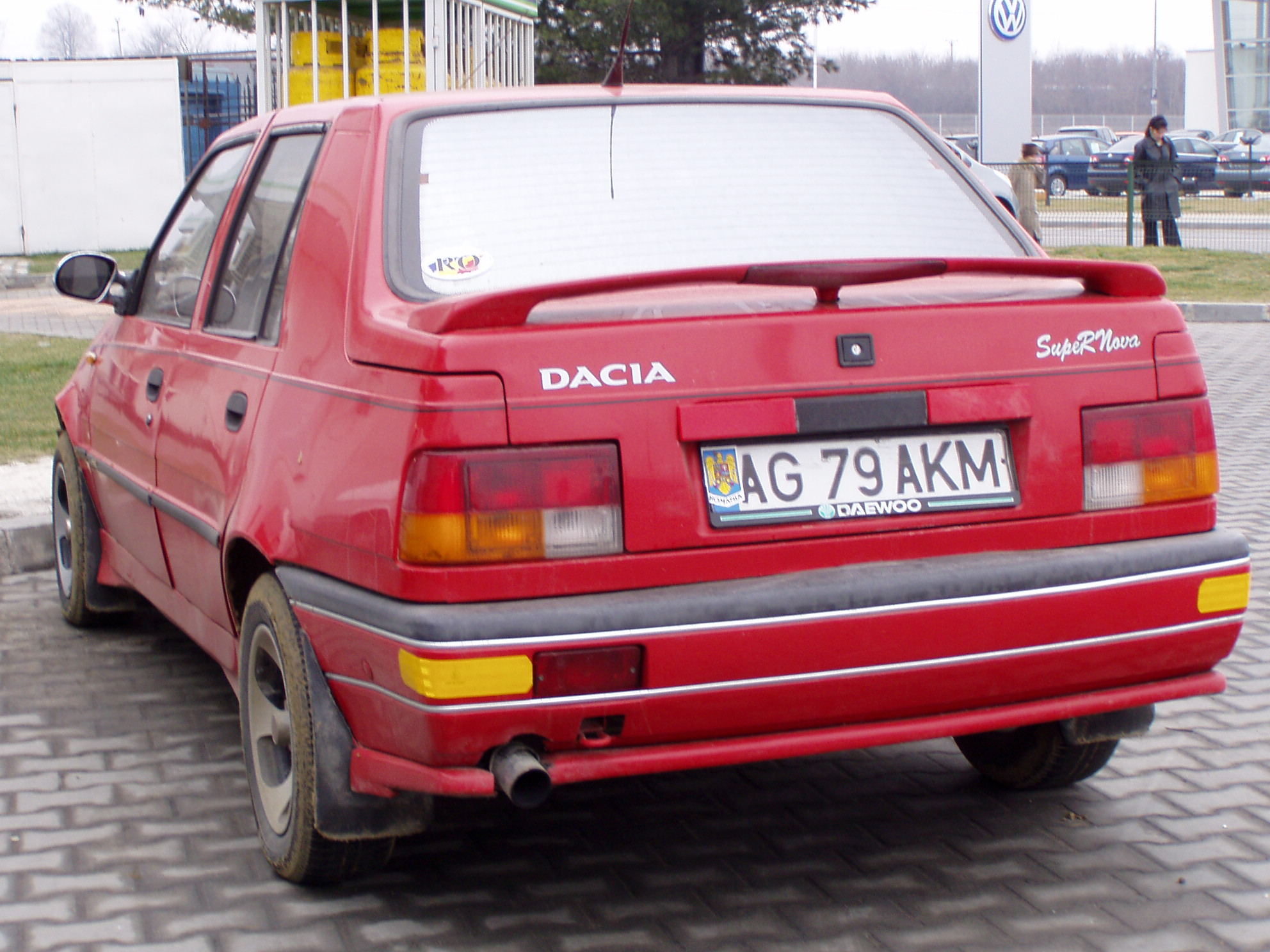
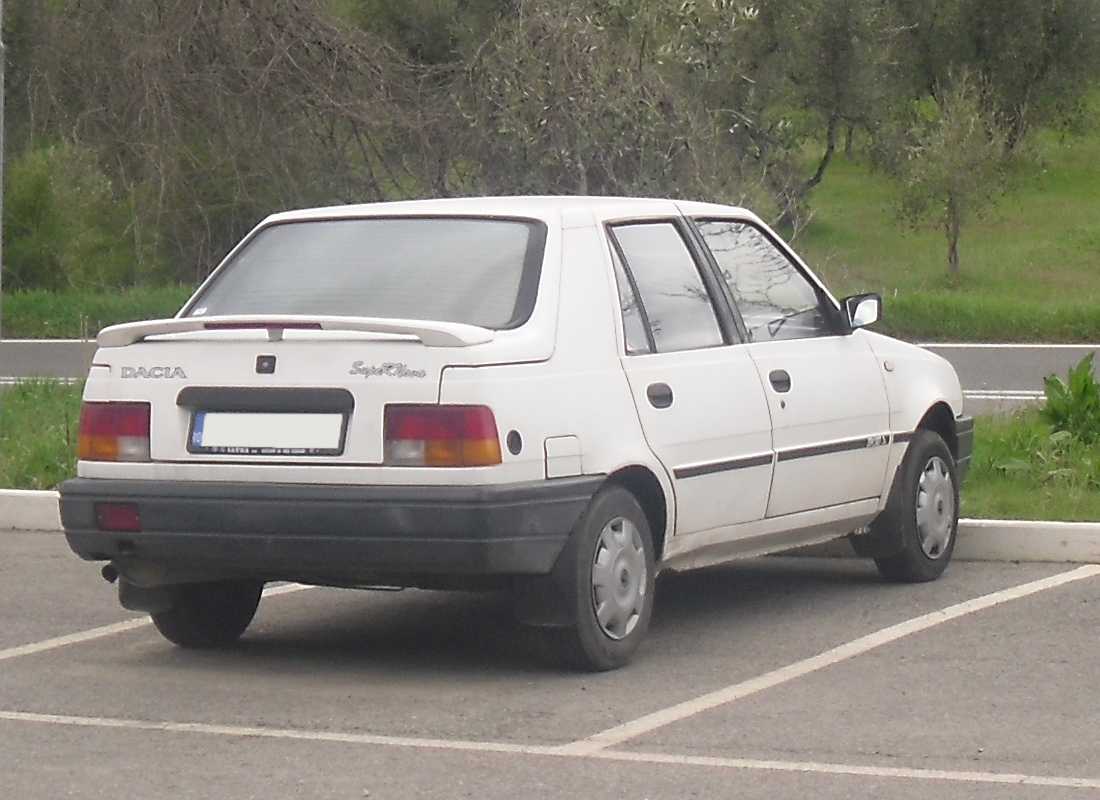
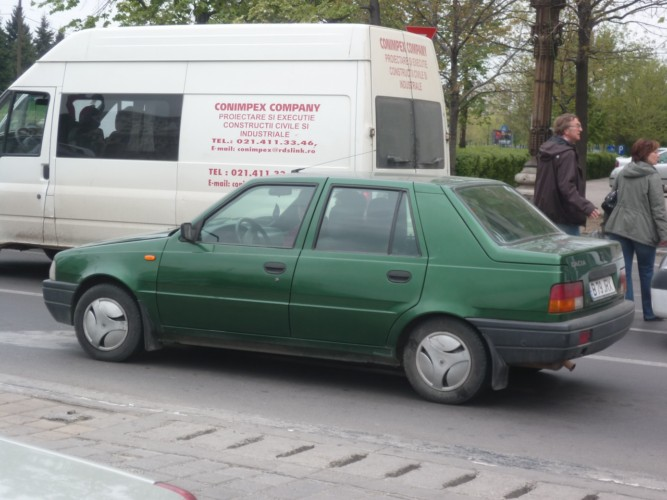

## Sources
- Bernard Vermeylen, Voitures des pays de l'Est, Boulogne-Billancourt, ETAI, 2008, 239 p. (ISBN 978-2-7268-8808-7, OCLC 470767381)
- www.bestsellingcars.com